# 霍華德·盧特尼克
霍华德·威廉·卢特尼克（英語：Howard William Lutnick，/ˈlʌtnɪk/，1961年7月14日—）是一位美国商人和現任美國商務部長。卢特尼克曾任建達公司和BGC集團的董事长兼首席执行官。
在九一一袭击事件中，包括他兄弟在内的658名员工丧生，而卢特尼克在随后世界貿易中心双子塔倒塌的事件中幸存了下来，之后他通过建達救助基金会开展慈善活动而闻名，该基金会致力于救助袭击和自然灾害的受害者家属。截至2018年9月，卢特尼克拥有該公司60%的股份，淨值至少15亿美元 。

## 早年生活
卢特尼克于1961年7月14日出生于美國紐約州长岛傑里科的一个犹太家庭，父亲是已故的纽约市立大学皇后学院历史学教授所罗门·卢特尼克（Solomon Lutnick），母亲是已故的画家和雕塑家简·卢特尼克（Jane Lutnick） 。卢特尼克是家中的老二。 
1978年，卢特尼克的母亲因淋巴瘤去世，当时卢特尼克还是一名高中生。次年，卢特尼克进入宾夕法尼亚州哈弗福德的哈弗福德学院 。上学的第一周，卢特尼克的父亲就去世了。因為一名护士在为他治疗结肠癌和肺癌时，不小心给他注射了100 倍于原定剂量的化疗药物 。如今，卢特尼克和他的两个兄弟姐妹都成了孤儿，他们“感觉被亲戚抛弃了”，只能靠自己养活自己  。当时18 岁的卢特尼克被迫聘请律师来解决父亲留下的债务 。
哈弗福德學院校长兼院长在卢特尼克父亲去世一周后致电给他，并为他提供全额奖学金以供其在哈弗福德学校学习。卢特尼克后来在1983年从哈弗福德学院毕业，获得经济学学位 。

## 职业

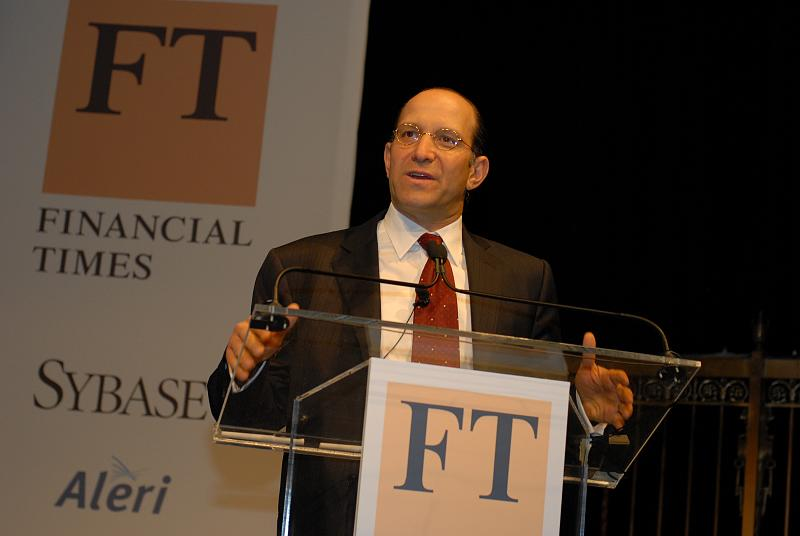
2007年的盧特尼克

盧特尼克於他大學畢業那年即1983年加入建達公司。在早期，盧特尼克與公司創始人伯納德·坎托（Bernard Cantor）作為他的個人導師建立了友好的關係。1991年，盧特尼克被任命為該公司主席兼首席執行官，並於1996年成為董事長 。
盧特尼克很早就對科技給予了高度重視，並於1999年決定將建達公司的電子交易子公司eSpeed上市。這種電子交易系統不需要經紀人，這也是建達公司能夠維持生存的一個重要原因，當時他們紐約辦事處的70%經紀人（當天早上在辦公室的所有人）都在九一一袭击事件中喪生。
2004年，盧特尼克和當時建達公司倫敦辦事處負責人Lee M. Amaitis決定將公司拆分為兩個獨立的部門。公司將繼續透過股票和債券交易櫃檯處理大型交易，而新成立的BGC合作夥伴（BGC Partners）將提供經紀人驅動的交易。這項舉措使兩個實體能夠相互獨立地發展，但要求坎托借入4億美元的貸款，並作為一家公司首次陷入債務，以便為BGC的初始發展提供適當的資金。2008年，盧特尼克監督了 BGC Partners和eSpeed的合併，這筆交易價值 13 億美元。
盧特尼克透過特殊目的收购公司將影片分享網站Rumble上市。
2024年，盧特尼克透過他的公司BGC集團開始努力推出期貨交易所：FMX期貨交易所（FMX Futures Exchange）。該合資企業吸引了摩根士丹利、塔研究資本有限責任公司和富国银行集团等投資者。

### 九一一袭击事件
2001年9月11日恐怖襲擊發生時，建達公司的辦公室位於世貿中心北塔的101至105樓，就在一架被劫持的飛機撞向大樓的上方。那天早上在場員工無人生還，全辦事處960名員工中總共有658人死亡，其中包括盧特尼克的弟弟蓋瑞·盧特尼克 。原本盧特尼克本人也會在辦公室，但那天早上，他帶著兒子凱爾去上幼兒園的第一天。襲擊發生後，他試圖到達塔樓的外圍希望能找到倖存者，但失敗了。他躲在附近的一輛汽車下，在南塔倒塌中倖存下來。
襲擊發生後不久，盧特尼克多次公開露面，並迅速成為9月11日以來最具標誌性的人物之一。由於建達公司失去了三分之二的員工，該公司處於脆弱狀態，許多觀察家預計他們將倒閉。襲擊發生四天后即9月15日，盧特尼克在備受爭議的情況下宣布，他將停止向近700名失踪或死亡員工發放工資。
9月19日，在接受CNN拉里·金的電視採訪時，盧特尼克談到了這個問題，他說：「我失去了公司裡的所有人……我沒有錢支付他們的工資。」在同一次採訪中，盧特尼克接著表示，雖然工資已經停止，但在襲擊中喪生的員工的家人將獲得該公司未來五年利潤的25%以及未來十年的健康保險。每個家庭總共獲得的這個包裹總計超過10萬美元。
2006年，該公司向受911袭击事件影響的員工親屬捐贈了1.8億美元。

## 慈善捐款
2012年10月颶風桑迪襲擊紐約州和新澤西州時，盧特尼克承諾提供1,000萬美元援助受風暴嚴重影響的家庭。建達公司「收養」了受災最嚴重的社區中的19所學校，並向布魯克林、皇后區、長島、史泰登島和新澤西州社區的近10,000個家庭分發了1,000美元的金融卡。2013年摩爾龍捲風造成數十人死亡並造成約20 億美元的損失後，盧特尼克出現在CNN的皮爾斯摩根直播節目中，並承諾他的公司和建達救濟基金將向災難受害者捐贈200萬美元。

## 為特朗普籌款
據當勞·特朗普總統助手稱，2019年5月17日盧特尼克在特朗普位於曼哈頓的家中為他舉辦了一場籌款活動，籌集了約500萬美元。
2024年8月2日，盧特尼克在紐約州布里奇漢普頓家中的空調帳篷裡為川普及其支持者舉辦了一場募款活動。兩週後，川普任命盧特尼克和琳達·麥馬漢為他的2024年總統過渡團隊的聯合主席。2024年10月27日，盧特尼克在麥迪遜廣場花園舉行的川普總統競選集會上發表演說，宣揚美國在1900年的經濟實力，暗指當時缺乏所得稅和高關稅政策。

## 美國商務部長

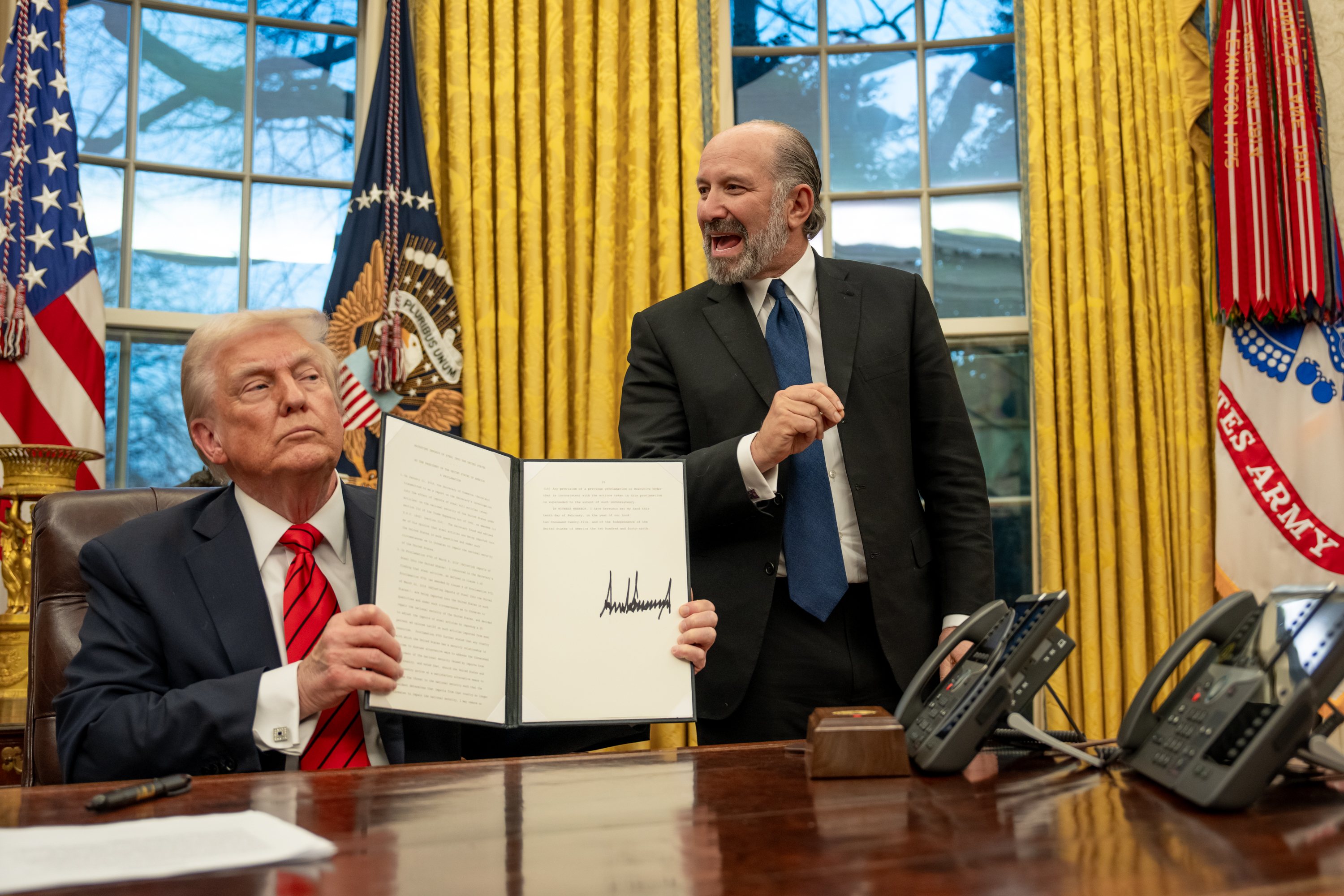
川普和盧特尼克在白宮

2024年11月19日，美國當選總統唐納·川普宣佈提名盧特尼克在第二次特朗普內閣中擔任美國商務部長。2025年2月18日，參議院以51比45票確認了盧特尼克擔任商務部長。

## 個人生活
1994年12月10日，盧特尼克與Wilson、Elser、Moskowitz、Edelman & Dicker律師事務所的律師艾莉森·蘭伯特（Allison Lambert）結婚。他們有四個孩子，其中包括兒子布蘭登（Brandon）和凱爾（Kyle），他們的學前班和幼兒園第一天分都是2001年9月11日，這導致他上班遲到，從而救了他一命。